# Zakaria Haddouche
Zakaria Haddouche (Tremecém, 19 de agosto de 1993) é um futebolista profissional argelino que atua como atacante, atualmente defende o ES Sétif.

## Carreira

### Rio 2016
Zakaria Haddouche fez parte do elenco da Seleção Argelina de Futebol nas Olimpíadas de 2016.